# Кандараков Чемок Макійович
Чемок Макійович Кандараков (нар. 15 грудня 1905, село Єгозон Томської губернії, тепер Російська Федерація — 1991, Російська Федерація) — радянський діяч, голова виконавчого комітету Ойротської обласної ради депутатів трудящих. Депутат Верховної Ради СРСР 1-го скликання.

## Біографія
Народився в селянській родині.
У 1926—1927 роках — голова Курмач-Байголської сільської ради Ойратської автономної області.
У 1927—1929 роках — слухач Ойратської обласної школи радянського і партійного будівництва.
У 1929—1933 роках — начальник Турачацького аймачного земельного відділу Ойротської автономної області.
Член ВКП(б) з 1931 року.
У 1933—1936 роках — інструктор Турачацького аймачного (районного) комітету ВКП(б) Ойротської автономної області.
У 1936—1937 роках — слухач річних Курсів марксизму-ленінізму в Новосибірську.
У 1937 році — інструктор Ойротського обласного комітету ВКП(б).
У 1937 році — 3-й секретар Ойротського обласного комітету ВКП(б).
У жовтні 1937 — жовтні 1944 року — в.о. голови, голова виконавчого комітету Ойротської обласної ради депутатів трудящих.
До 1950 року — голова виконавчого комітету Чемальської аймачної (районної) ради депутатів трудящих Ойротської автономної області.
Подальша доля невідома.

## Нагороди
- орден
- медалі